# 大任駅
大任駅（おおとうえき）は、かつて福岡県田川郡大任町に設置されていた、日本国有鉄道（国鉄）添田線の駅（廃駅）である。
田川市などの市街を通らず人口過疎地域を縦断していた為、日本一の赤字線とされるほど営業不振であった添田線の中心駅。添田線の他の駅が無人駅となる中、業務委託駅となりつつ廃止まで有人駅であった。
また、豊前川崎駅 - 油須原駅間では油須原線が建設されており、当駅は同線と添田線のジャンクションになる予定で工事もかなり進捗していた。しかし、国鉄再建法の施行により、添田線は第1次特定地方交通線となって廃止され、油須原線は未成線のまま建設凍結となった。

## 歴史

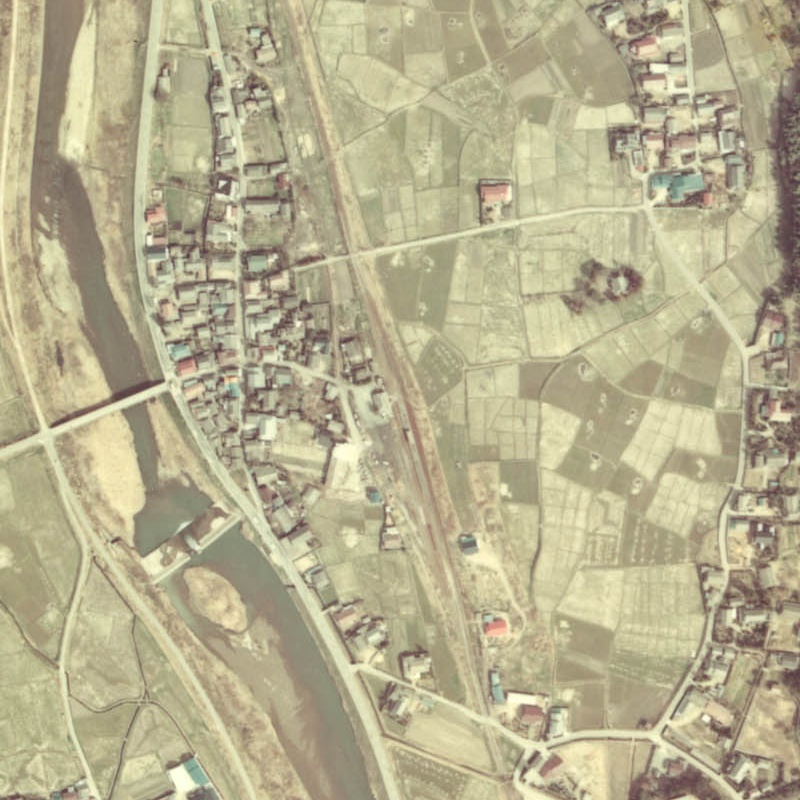
駅周辺を写した航空写真。画像中央が大任駅、上方向が香春駅方面、下方向が添田駅方面。

- 1915年（大正3年）4月1日：小倉鉄道が梅田駅（うめだえき）として開設[1]。
- 1943年（昭和18年）5月1日：戦時買収により小倉鉄道が国有化されて添田線となり、大阪市の梅田駅（貨物および私鉄駅）との区別のため、大任駅に改称[1]。
- 1968年（昭和43年）：合理化のため、民間委託駅となる。
- 1970年（昭和45年）10月1日：貨物の取り扱いを廃止[1]。
- 1974年（昭和49年）3月5日：業務委託駅となる[3][4]。
- 1984年（昭和59年）2月1日：荷物扱い廃止[1]。
- 1985年（昭和60年）4月1日：添田線の全線廃止に伴い、廃駅となる[1]。

## 駅構造
廃止時点で、単式ホーム1面1線を持つ駅であった。当初は島式ホーム1面2線の駅であったが、駅舎側の線路が撤去されたため、廃止時は単式ホーム1面1線であった。

## 利用状況
周辺に炭鉱があった頃は引き込み線もあったが、閉山以降は激減した。1973年（昭和48年）時点の利用客は1日あたり90人で、うち定期券利用客が70人だった。

## 駅周辺
- 福岡県道34号行橋添田線[2]

## 現況
駅跡は1987年（昭和62年）に交通公園として整備され、駅の成立を示す看板も設けられている。

## 隣の駅
日本国有鉄道
添田線
今任駅 - 大任駅 - 伊原駅
今任駅と当駅の間に、1933年（昭和8年）10月から1942年（昭和17年）6月の間、上今任停留場と柿原停留場が存在した。香春駅からの営業キロは上今任停留場が6.2 km、柿原停留場が7.0 km。